# Alexéi Mitiyenko
Alexéi Mitiyenko (en ruso: Алексей Митиенко; 8 de junio de 1976) es un deportista ruso que compitió en remo como timonel. Ganó una medalla de bronce en el Campeonato Mundial de Remo de 1996, en la prueba de cuatro con timonel.

## Palmarés internacional
| Campeonato Mundial | Campeonato Mundial       | Campeonato Mundial | Campeonato Mundial |
| Año                | Lugar                    | Medalla            | Prueba             |
| ------------------ | ------------------------ | ------------------ | ------------------ |
| 1996               | Motherwell (Reino Unido) | Medalla de bronce  | Cuatro con timonel |